# Áta
Áta (horvátul: Ata, németül: Atta): község Baranya vármegyében, a Pécsi járásban.

## Nevének eredete
A török Háta névből származik, amely az 1840-es évekre változott Áta névre.

## Fekvése
A kis falu Pécstől 22 kilométerre délre, a Villányi-hegység északi lábánál fekszik, településszerkezete szerint dombvidéki sorfalu.
A szomszédos települések: észak felől Szőkéd, délkelet felől Vokány, dél felől Kistótfalu, délnyugat felől Bisse, nyugat felől pedig Szalánta.

### Megközelítése
Zsáktelepülés, közúton csak a Pécstől Siklósig húzódó 5711-es útról leágazó 57 112-es számú mellékúton érhető el, Egerágon és Szőkéden keresztül.
A hazai vasútvonalak közül a települést a Pécs–Mohács-vasútvonal érinti, melyen saját állomása van, Áta vasútállomás a központtól mintegy fél kilométerre keletre.

## Címere
Áta címere pajzs alakú. Négy részre van osztva, amelyből kettőnek kék, kettőnek pedig zöld a háttérszíne. Középen sátortető formájú választóvonal. A címer bal oldalán felül egy ezüsthal, a jobb oldalán felül pedig egy aranyagancs, a bal oldalán alul egy arany Trononné kereszt, míg jobb oldalán alul egy ezüstkagyló látható.
A címert alul egy növényfüzér övezi, és egy aranyszalagon a település neve olvasható nagy, nyomtatott betűkkel.

## Története
Első írásos említése 1200-ból maradt fenn (Ata). A törökök kiűzése után a falu pusztává vált, 1691-ben Boszniából jött bosnyákok települtek be, majd a Rákóczi-szabadságharc alatt ismét elnéptelenedett. A 17-18. században a Batthyány család birtoka volt.
1851-ben a faluról a következőket írta Fényes Elek:
„Áta, horvát falu, Baranya megyében, Siklóshoz 2 óra, erdő közt rónán fekszik. Van 263 kath. lakosa, és szép uradalmi erdeje, és 12 egész urb. telke. Termeszt buzát, rozsot, kukoriczát, zabot, káposztát. Birja gr. Batthyáni Iván.”
1929-ben így írnak a Baranya vármegye Trianon után tíz évvel című kiadványban:
„Szalánta kisközség
...
Körjegyzőségéhez tartozik még: Németi, Szőkéd, Áta és Pogány községek”
Az 1960-as években hozzácsatolták Avas-tanya és Pusztamalom településeket.

## Közélete

### Polgármesterei
- 1990–1994: Horváth Lajos (független)[8]
- 1994–1998: Soós Nándor (független)[9]
- 1998–2002: Soós Nándor (független)[10]
- 2002–2006: Soós Nándor (független)[11]
- 2006–2010: Soós Nándor (független)[12]
- 2010–2014: Tóth Zsolt Miklós (független)[13]
- 2014–2019: Jung Károly (független)[14]
- 2019–2024: Jung Károly (független)[15]
- 2024– : Jung Károly (független)[1]

## Népesség
A település népességének változása:
| Lakosok száma | 168  | 166  | 165  | 156  | 150  | 159  | 171  | 153  | 152  | 159  |
|               | 2013 | 2014 | 2015 | 2016 | 2017 | 2019 | 2021 | 2022 | 2023 | 2024 |

A 2011-es népszámlálás során a lakosok 87,6%-a magyarnak, 2,1% cigánynak, 4,7% horvátnak, 2,1% németnek, 0,5% szerbnek mondta magát (12,4% nem nyilatkozott; a kettős identitások miatt a végösszeg nagyobb lehet 100%-nál). A vallási megoszlás a következő volt: római katolikus 37,8%, református 6,7%, evangélikus 3,1%, görögkatolikus 2,1%, felekezeten kívüli 23,8% (25,9% nem nyilatkozott).
A 2022-es népszámlálás szerint 153 fő lakja a falut, ebből 2 fő Átai vasútállomás külterületen él. A 153 főből 137 fő magyar, 5 fő német, 4 fő horvát, 2 fő cigány nemzetiségű volt, 16 fő nem nyilatkozott. A kettős identitás miatt nem 100% az eloszlás aránya. A 153 főből 52 fő római katolikus, 10 fő református, 4 fő evangélikus, 3 fő görög katolikus, 20 fő nem tartozott egyenleg felekezethez sem, 64 fő nem nyilatkozott a vallásosságról.

## Nevezetességei
- Falumúzeum, mely a török időkben itt letelepült bosnyák-horvátok életét mutatja be.

## Utcanevek
- Kossuth utca
- Petőfi utca
- Dózsa utca